# Diochus
Diochus (лат.) — род жуков-стафилинид из подсемейства Staphylininae (Diochini, Staphylinidae). Более 50 видов.

## Распространение
Встречается всесветно: пятнадцать видов в Африке, около 40 в Неотропическом регионе, около десяти в Юго-Восточной Азии, пять в Австралийском регионе, четыре в Палеарктическом регионе, один в Неарктическом регионе, и 4 вида в Океании.

## Описание
Мелкие коротконадкрылые жуки-стафилиниды, длина тела 3—6 мм. Род Diochus можно отличить от всех других родов трибы Diochini по следующим признакам: а) тело стройное, более или менее веретеновидное, обычно мелкое или среднее по размеру; б) голова маленькая, с двумя парными точками, четырехугольно расположенными на диске; медиальное возвышение между глазами присутствует только у самцов, иногда слабо развито или отсутствует вовсе; в) максиллярный щупик заметно длинный, предпоследний и II сегмент чрезвычайно длинные и одинаковой длины; последний сегмент маленький и заостренный; г) лабиальный щупик короткий, последний сегмент тонкий и стебельчатый; д) шея почти на 1/3 ширины головы, с бороздкой или желобком на дорсальной и вентральной поверхности, также с тремя парами цервикальных склеритов; f) переднеспинка овальной формы, передние углы круто загнуты вентрально, с пятью парными точками на поверхности; g) надкрылья не перекрываются по шву; обычно с парными адшютным и адмедианным рядами, каждый из которых состоит из пяти точек; з) передние лапки несколько расширены; и) переднеспинка прозрачно склеротизирована, с многочисленными пузыревидными выступами; к) верхняя линия гипомерона изгибается в сторону простернума перед передним углом пронотума, но не соединяется с нижней линией; k) отчетливый межкоксальный апофиз и поперечный гребень на простернуме; l) явный продольный гребень, поперечный гребень, косая борозда на мезовентритах; m) дискримен метавентритов отчетливо приподнят; n) эдеагус склеротизирован в разной степени: полностью склеротизирован, частично мембранный или иногда полностью мембранный; парамеры симметричные и необычайно тонкие; обладают различными видами сперматеки; o) сперматека самок трубкообразная, апикально расширенная; сегмент IX симметричен и сужается в щупикоподобную апикальную часть с острой шиповидной вершиной; тергит X отчетливо широкий, стернит X атрофирован, или отсутствует. Основная окраска от коричневой до чёрной.

## Классификация
Известно более 50 видов. Род был впервые описан в 1839 году шведским энтомологом Эрихсоном и вместе с родами Coomania и Antarctothius образует трибу Diochini Casey, 1906. Известен ископаемый вид Diochus electrus из эоцена (балтийский янтарь]).
- Diochus adisi Irmler, 2017[2]
- Diochus amazonensis Irmler, 2017
- Diochus ampullaceus Zhou, Yu-Lingzi & Hong-Zhang Zhou, 2016
- Diochus angustiformis Irmler, 2017
- Diochus antennalis Cameron, 1922
- Diochus antennatus (Motschulsky, 1858)
- Diochus apicipennis Cameron, 1922
- Diochus argentinae Irmler, 2017
- Diochus ashei Irmler, 2017
- Diochus astutus Casey, 1906
- Diochus bicolor Scheerpeltz, 1974
- Diochus bicoloripennis Coiffait, 1981
- Diochus bisegmentatus Zhou, Yu-Lingzi & Hong-Zhang Zhou, 2016
- Diochus borneensis Cameron, 1933
- Diochus brooksi Irmler, 2017
- Diochus brunneus Irmler, 2017
- Diochus brunniventris Cameron, 1938
- Diochus caudapiscis Shuai, Qi, Nozaki & Liang Tang, 2021[9]
- Diochus chambrieri Huang, Janák & Zhou, 2024[3]
- Diochus cleidecostae Caron & Navarro, 2020
- Diochus communis Coiffait, 1968
- Diochus conicollis (Motschulsky, 1858)
- Diochus cristobalensis Coiffait, 1981[10]
- Diochus curtipennis Irmler, 2017
- Diochus debilis
- Diochus divisus
- Diochus dundoensis
- Diochus ecuadoriensis Irmler, 2017
- †Diochus electrus[7]
- Diochus elongatus Huang, Janák & Zhou, 2024[3]
- Diochus flandrianus
- Diochus formicetorum
- Diochus franci
- Diochus gabonicus
- Diochus guianensis Irmler, 2017
- Diochus guizhouensis Shuai, Qi, Nozaki & Liang Tang, 2021[9]
- Diochus hanagarthi Irmler, 2017
- Diochus hatayus Assing, 2003
- Diochus hermani Irmler, 2017
- Diochus hibbsi Irmler, 2017
- Diochus inornatus Sharp, 1885
- Diochus isabelae Coiffait, 1981[10]
- Diochus japonicus Cameron, 1930
- Diochus libanoticus Fagel, 1966
- Diochus loebli Huang, Janák & Zhou, 2024[3]
- Diochus longicornis Sharp, 1876
- Diochus longus Lea, 1929
- Diochus machadoi Cameron, 1959
- Diochus maculicollis Fauvel, 1891
- Diochus membranaceus Zhou, Yu-Lingzi & Hong-Zhang Zhou, 2016
- Diochus mexicanus Irmler, 2017
- Diochus montguilloni Coiffait, 1987
- Diochus nanus
- Diochus newtoni Irmler, 2017
- Diochus novus Irmler, 2017
- Diochus ochraceus Cameron, 1926
- Diochus octavii
- Diochus panamaensis Irmler, 2017
- Diochus papuanus Cameron, 1938
- Diochus parvulus
- Diochus perplexus Cameron, 1922
- Diochus peruvianus Irmler, 2017
- Diochus petilus Herman, 2001
- Diochus plaumanni Irmler, 2017
- Diochus proximus Cameron, 1952
- Diochus pubiventris
- Diochus pulchellus Cameron, 1918
- Diochus pumilio
- Diochus punctipennis
- Diochus santacatarinae Irmler, 2017
- Diochus santiagus Coiffait, 1981
- Diochus schaumii Kraatz, 1860
- Diochus schuelkei Irmler, 2017
- Diochus senegalensis
- Diochus staudingeri
- Diochus sulcatus Assing, 2003
- Diochus tahitiensis Coiffait, 1976
- Diochus tarsalis
- Diochus testaceus
- Diochus tricolor Irmler, 2017
- Diochus unicolor Irmler, 2017
- Diochus ventralis Coiffait, 1968
- Diochus verhaaghi Irmler, 2017
- Diochus vicinus Sharp, 1876